# Tafraout
Tafraout ou Tafraoute (pronúncia: táfraute; em árabe: تافراوت; em tifinague: ⵜⴰⴼⵔⴰⵡⵜ) é uma vila do sul de Marrocos, que faz parte da província de Tiznit e da região de  Souss-Massa-Drâa. Em 2004 tinha 4 931 habitantes e estimava-se que em 2012 tivesse 5 742 habitantes.
Situa-se num grandioso circo, na parte sudeste do pitoresco vale dos Ameln da cordilheira do Antiatlas, a pouco mais de 1 000 m de altitude, 176 km a sudeste de Agadir, 105 km a leste de Tiznit, 175 km a sul de Tarudante e 210 km a oeste de Tata (distâncias por estrada; em linha reta são bastante menores, principalmente para Tarudante e Tata).
A região de Tafraoute é célebre pelas inúmeras formações de granito rosa com formas bizarras e com cores intensas que mudam conforme as condições de luz. Duas dessas formações são especialmente famosas, a chamada "Cabeça do Leão", e o "Chapéu de Napoleão". O vale é dominado por várias montanhas, com cerca de 2 000 m pelo Jbel El Kest (ou Lekst), um maciço de quartzito que se ergue a mais de 2 300 m a norte de Tafraout, o qual ganhou alguma popularidade entre os praticantes de escalada a partir de meados da década de 2000.